# Csepel
Csepel és el districte XXI de Budapest, el més meridional, que està situat al nord de l'Illa de Csepel.
Csepel és fàcilment accessible des del centre de Budapest mitjançant el HÉV, el tren urbà. També hi ha ponts que connecten el districte amb la zona sud de Pest, com ara amb els districtes de Ferencváros i Pesterzsébet; a més a més hi ha una línia de ferry que uneix Csepel i Soroksár.
Csepel esdevingué oficialment part de Budapest el 1950. Antigament era una zona obrera amb multitud de fàbriques, però actualment la fisonomia del barri ha canviat força i ha zones residencials amb parcs i jardins i centres comercials.